# František Andraščík
František Andraščík (Frics, 1931. november 21. – Eperjes, 2001. április 5.)  szlovák költő, regény- és esszéíró, irodalomkritikus.

## Élete
Többgyermekes parasztcsaládból származott. Születési helyén járt népi iskolába. Az  eperjesi gimnázium elvégzése után a pozsonyi Comenius Egyetem Bölcsészettudományi Karán folytatta tanulmányait, ahol szlovák nyelvet és irodalomtudományt tanult. 1956 és 1959 között a Slovenský spisovateľ (Szlovák Írói Kiadó) szerkesztője, majd egyetemi docens az eperjesi Pavol Jozef Šafárik Egyetem Bölcsészettudományi Karán. 1967-tól rokkantsági nyugdíjat kapott, Fricsen és később Eperjesen élt. 2001. április 5-én halt meg Eperjesen.

## Munkássága
1963-ban debütált a Brieždenie című versgyűjteményével. Az 1970-es években, a „normalizáció” időszakában, a társadalom és a kultúra fejlődésével kapcsolatos kritikus nézetei miatt politikai üldöztetésnek volt kitéve, ezért a műveit nem tudta közzétenni. Egészen 1985-ig nem tette közzé a verseit, ekkor jelent meg az Úpenlivé ruky. Munkáiban az élet értelmére, annak erkölcsi értékére, a reményre és a reménytelenségre reflektál, de leírja a modern ember tragikus paradoxonokkal teli életét is. A költészet mellett prózát, esszét és irodalomkritikai cikkeket is írt. Esszéit a Romboid, a Slovenské pohľady, a Mladá tvorba vagy a Krok magazinokban tette közzé. Művei középpontjában a burjánzó burzsoázia kritikája, a költészet és a filozófia, az avantgárd és a jelen közötti kapcsolatok tükröződése, a költészet és a mágia, valamint az irodalomban a szentimentalizmus vagy a kritika etikája állt.

## Művei

### Verseskötetek
- Brieždenie (1963) Fékezés
- Prísne ráno (1965) Szigorú reggel
- Rekviem za živým (1967) Requiem az élők számára
- Zaklínanie (1967) Varázslás
- Úpenlivé ruky (1985) Dühös kezek
- Svetadiel Tabu (1990)

### Próza
- Zvedavosť (1970) Kíváncsiság

### Esszé
- František Andraščík : Eseje (2006) František Andraščík esszék[1]

## Fordítás
- Ez a szócikk részben vagy egészben  a   František Andraščík című szlovák Wikipédia-szócikk ezen változatának fordításán alapul.  Az eredeti cikk szerkesztőit annak laptörténete sorolja fel. Ez a jelzés csupán a megfogalmazás eredetét és a szerzői jogokat jelzi, nem szolgál a cikkben szereplő információk forrásmegjelöléseként.